# Ревельское епископство
Ревельское епископство — епархия католической церкви которая была создана в Эстонии королём Дании Вальдемаром II в 1240 году.

## История
В 1216 году к Датскому королю Вальдемарy II обратился епископ Риги с просьбой о помощи в борьбе с эстами. Папа римский Гонорий III в своей булле от 9 октября 1217 года благословил поход против эстов и пожаловал королю Дании все земли, которые он захватит.
В 1219 году Вальдемар II завоевал Северную Эстонию, победив эстов в битве при Линданисе. Земли, захваченные у эстов, датчане назвали герцогство Эстляндия, а столицей сделали Ревель (ныне — Таллин) до того называемый Линданисе. Название Ревель пошло от названия прежнего мааконда (княжества) Rävala, столицей которого в древности был этот город.
В 1240 году Вальдемар II создает епископство в Ревеле, причём оставляет за собой и за своими преемниками, королями Дании право назначать епископов Ревеля. Решение о назначении на престол в Ревеле было уникальным и противоречило каноническому праву Католической Церкви того времени. Епископов мог назначать только папа Римский, поэтому право назначать Ревельского епископа Датским королём неоднократно оспаривалось папой. Это право датских королей на назначение Ревельских епископов было даже записано в договор о продаже Эстонского герцогства Тевтонскому ордену за 19.000 кёльнских марок в 1346 году. До 1374 года епископство входило в архиепископство Лунда (Швеция), после было переведено в Рижское архиепископство. 4 декабря 1435 года епископ подписал соглашение по которому Ревельское епископство входило в Ливонскую конфедерацию (eiine fruntliche eyntracht).
Осенью 1559 года епископ острова Эзеля (современное название — Сааремаа) и Пильтена, Йоханн фон Мюнхаузен, обратился за защитой к Дании. По соглашению с королём Фредериком II епископ уступил ему остров Эзель и Пилтен с правом на Ригу и Ревель за 30 000 талеров.
Епархия Ревеле прекратила своё существование во время протестантской Реформации в Ливонской конфедерации, когда в 1561 году государственной религией стало лютеранство. 
В конце XVI века почти вся Эстония была завоёвана шведами, после чего католичество было полностью запрещено, а официальной церковью стала лютеранская. В конце XVIII века территории епископства вошли в состав Российской империи, на тот момент в Эстонии насчитывалось около 300 католиков, главным образом среди немецкого дворянства.

## В наше время
1 ноября 1924 года Святой Престол учредил апостольскую администратуру Эстонии, выделив её из архиепархии Риги. Апостольская администратура Эстонии находится в городе Таллин (Ревель) и распространяет свою юрисдикцию на всю территорию Эстонии.
По данным на 2008 год в стране насчитывалось 5 745 католиков, 14 священников, 4 монаха (один францисканец и тридоминиканца, из них 2 иеромонаха), 20 монахинь и 9 приходов.

## См.также
- Рижские архиепископы
- Рижская архиепархия (католическая)
- Ливонский орден
- Вальдемар II
- Терра Мариана
- Ливонская конфедерация
- Ливонская война